# Peter Hansen
Peter Adolf Caesar Hansen (Santiago, de Chile 30 de septiembre de 1896-Viersen, Alemania occidental, 23 de mayo de 1967), fue un general de brigada de las 
Schutzstaffel chileno de origen alemán y miembro de las Waffen-SS en la Alemania nacionalsocialista.

## Biografía
Peter Hansen nació en Santiago, Chile. Sus raíces eran de origen germánico e italiano, lo que le permitió en su infancia, que además de hablar el español, pudiera aprender las lenguas alemana e italiana. Al alcanzar la mayoría de edad, Peter marchó a Alemania e ingresó en el Ejército del II Reich para combatir como voluntario en la Primera Guerra Mundial. Por ser un inmigrante chileno, no se le envió al frente los primeros años, pero en 1916 fue seleccionado para combatir en las trincheras, donde combatió hasta el final de la guerra en un regimiento de artillería. Fue ascendido a teniente.
Después de finalizar la Gran Guerra retornó a Chile; allí estaría bastante tiempo ya que no podía volver a Alemania al no poder ejercer de soldado por el limitado número de los mismos que la República de Weimar había impuesto a la Wehrmacht.
Durante los años 20 su tierra natal fue su hogar, hasta que las cosas cambiaron y en 1933 Adolf Hitler se alzó al poder. Entonces regresó a Alemania e ingresó en las SS y en el NSDAP con el número de militante 2.860.864. En las SS ascendió rápidamente, en 1934 pasó de SS-Scharführer a SS-Obersturmführer, en 1935 llegó a SS-Hauptsturmführer y a principios de 1939 se había convertido en SS-Obersturmbannführer. Para cuando estalló la Segunda Guerra Mundial era SS- Standartenführer y ya dirigía sus propias baterías de artillería en el frente.
En 1940 entró a formar parte de las recién creadas Waffen-SS con el grado de SS-Oberführer, siendo de esta manera uno de los primeros extranjeros no europeos. Durante la primera etapa del conflicto entró poco en combate, pero al llegar 1943 combatió en la Batalla de Kursk, dentro del Ejército Kempf. Tras el desastre de Kursk, Hansen ayudó a organizar la División Letische de voluntarios letones para las Waffen-SS y les enseñó la lucha antipartisana. Pero sin duda por lo que se hizo famoso fue por su labor en la 29.ª División Waffen-SS, la de los italianos. Desde que se había fundado la República de Saló en Italia, las Waffen-SS necesitaban crear una división de fascistas italianos, para ello era imprescindible que un alto grado que dominara el italiano perfectamente instruyera a los reclutas, ese indicado fue Peter Hansen. Con el grado de comandante de división, Peter fue designado general para dirigir a los soldados junto a un comandante italiano llamado Pietro Manelli, con el que entablaría amistad. Así fue como Peter cambió el uniforme alemán por el italiano, ya que los voluntarios italianos era la única división de las Waffen-SS que no portaban la vestimenta germana, si no la italiana. Adoctrinó a dicha división según las tácticas alemanas en el campo de entrenamiento de Munzingen, en Polonia. Una vez que acabó la instrucción la unidad pasó a designarse 29.ª División Waffen-SS Grenadier Italianische.
La primera batalla del general chileno al mando de los italianos tendría lugar en Piamonte, Italia, allí una gran cantidad de guerrilleros ocuparon la Fortaleza de Vinadio, por lo que los nuevos SS de Hansen los desalojaron en solo tres horas provocándoles muchas bajas. A partir de entonces conseguiría grandes victorias contra los partisanos, los ejemplos más claros fueron los enfrentamientos en Germanasca, Chisone, Spoleto, Asis, Scheggia y Gubbio. Pero sin duda alguna la acción más importante fue la Batalla de Anzio, en primavera de 1944 la 29.ª División SS Italianische fue trasladada a la playa del Lazio donde detuvieron al ejército norteamericano, los estadounidenses sorprendidos al ver tropas italianas SS sufrieron muchas bajas. Cuando en Anzio se juntaron las alas británica y americana, los SS italianos de Hansen resistieron con lanzagranadas y armas muy obsoletas en caminos y carreteras entre Nettuno y Viterbo provocando a los aliados más bajas de las que ellos sufrían y demorando el avance hacia Roma. El 4 de junio de 1944 Roma cayó en manos aliadas y Hansen escapó por el riesgo de quedar cercado. Después de Anzio, Hansen fue condecorado con la Cruz de Hierro.
Es de notar que Peter Hansen igualmente pidió a Heinrich Himmler reducir el entrenamiento ideológico en las escuelas de las Waffen-SS, a lo cual Himmler le dio una reprimenda.
Tras la retirada alemana a la Línea Gótica, Peter Hansen regresó de nuevo al ejército alemán, esta vez lo hizo como comandante de unidades Panzer, aunque apenas entró en combate. Al terminar la Segunda Guerra Mundial intentó escapar a Chile (pues las SS habían sido declaradas como organización criminal por los Aliados), pero al haber entrado en guerra dicho país junto a los Aliados no pudo hacerlo, además su gran pena de haber sido juzgado por tomar las armas en contra de su patria, por lo que tuvo que quedarse en Alemania. Durante muchos años residió en tierras alemanas sin nunca poder regresar a su país natal. Finalmente murió el 23 de mayo de 1967 en Viersen.

## Condecoraciones
- Eisernes Kreuz 2.Klasse (1914) – (Cruz de Hierro de 2.ª Clase de 1914).
- Eisernes Kreuz 1.Klasse (1914) – (Cruz de Hierro de 1.ª Clase de 1914).
- 1939 Spange zum Eisernen Kreuzes II. Klasse 1914 – (Broche de 1939 para la Cruz de Hierro de 2.ª Clase de 1914).
- 1939 Spange zum Eisernen Kreuzes I. Klasse 1914 – (Broche de 1939 para la Cruz de Hierro de 1.ª Clase de 1914).
- Kriegsverdienstkreuz I. Klasse mit Schwertern – (Cruz al Mérito de Guerra de 1.ª Clase)
- Kriegsverdienstkreuz II. Klasse mit Schwertern – (Cruz al Mérito de Guerra de 2.ª Clase)
- Ehrenkreuz für Frontkämpfer 1914-1918 – (Cruz de Honor para Combatientes 1914-1918).
- Medaille zur Erinnerung an den 1. Oktober 1938 – (Medalla de Anexión de los Sudetes).
- Spange zur Medaille zur Erinnerung an den 1. Oktober 1938 – (Broche para la Medalla de Anexión de los Sudetes).
- Dienstauszeichnung der Wehrmacht 3.Klasse, 12 Jahre (Medalla de Servicios de las Fuerzas Armadas de 3.ª Clase por 8 años – Oro).
- Dienstauszeichnung der Wehrmacht 4.Klasse, 4 Jahre – (Medalla de Servicios de las Fuerzas Armadas de 4ra Clase por 4 años – Plata).
- Verwundetenabzeichen in Schwarz (1918) – (Placa de herido en bronce de 1918).
- Infanterie-Sturmabzeichen in Silber – (Insignia de Asalto de infantería en plata).
- Ehrendegen des Reichsführers-SS – (Espada de Honor de las SS).
- Ehrendolch der SS – (Daga de Honor de las SS).
- Julleuchter der SS – (Candelabro de las SS).
- SS-Ehrenring – (Anillo de honor de las SS).
- SS-Zivilabzeichen (N° 15235) – (Insignia civil de las SS).
- Ehrenwinkel für alte Kämpfer – (Insignia de Honor para la Vieja Guardia).
- Suomen 1. luokan vapausristi miekkoila – (Cruz de Libertad de Finlandia de 1.ª Clase con espadas).
- Verdienstorden von Österreich mit Schwertern – (Orden de Austria al Mérito con espadas).
- Sachsen Weimarische Orden mit Schwertern – (Orden de Sajonia Weimar con espadas).
- Deutsches Reitersportabzeichen in Silber – (Insignia deportiva alemana del Reich en plata).